# Andrea Spingler
Andrea Spingler, née en 1949 à Stuttgart (Allemagne), est une traductrice allemande de littérature française,. 

## Biographie
Andrea Spingler étudie l'histoire du théâtre, les lettres et la philosophie à Munich. 
Elle a notamment traduits des œuvres de Jean-Paul Sartre, Marguerite Duras, Agnès Desarthe, Alexandre Dumas fils, André Gide, Jean-Luc Seigle, Maylis de Kerangal, Olivier Adam, Pierre Drieu la Rochelle, Yann Queffélec, Alain Robbe-Grillet, Patrick Modiano et Pascale Kramer.

## Récompenses et distinctions
En 2007, Andrea Spingler a reçu le prix Eugen-Helmlé pour ses traductions allemand-français et, en 2012, le Prix lémanique de la traduction.